# Dům Galex
Dům Galex, původního názvu Haus Wied (dům Wied), stojí v centru lázeňské části Karlových Varů v městské památkové zóně v Lázeňské ulici č. 693/9. Byl postaven v letech 1928–1929.

## Historie
Na místě současného domu Galex stával barokní dům jménem König von Preusen (Král pruský). Majitel domu Ernst Georg Wied nechal objekt v letech 1928–1929 upravit pro potřeby obchodu firmy Marsoner–Wied. Podle projektu architekta Karla Ernstbergera stavbu zrealizovala karlovarská stavební společnost Kubíček & Baier.

## Ze současnosti

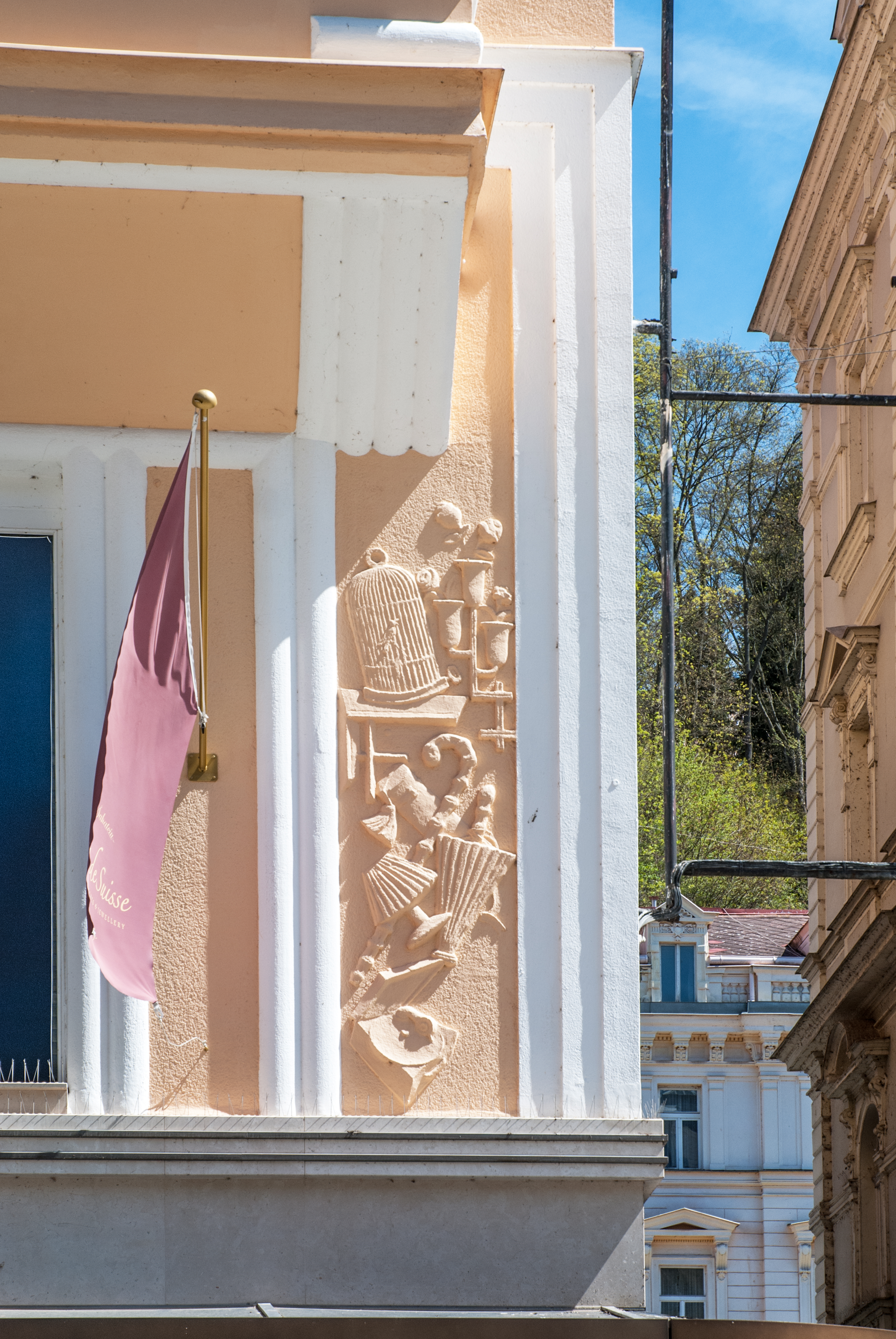
Reliéf s obchodní tematikou na fasádě domu

V roce 2014 byl dům uveden v Programu regenerace Městské památkové zóny Karlovy Vary 2014–2024 v části II. (tabulková část 1–5 Přehledy) v seznamu památkově hodnotných objektů na území MPZ Karlovy Vary a označen za vyhovující.
V současnosti (květen 2021) je dům evidován jako objekt k bydlení v soukromém vlastnictví.

## Popis domu
Nárožní čtyřpodlažní dům s obytným podkrovím se nachází v Lázeňské ulici č. 693/9.
Je příkladem regionálního dekorativismu, Art deco s typickými architektonickými prvky architekta Karla Ernstbergera. Na fasádách v patře je výzdoba reliéfy s obchodní tematikou a nabízeným zbožím. V přízemí a prvním patře je řešen velkoprostorový obchod.